# Diócesis de Érfurt
La diócesis de Érfurt (en latín: Dioecesis Erfordiensis y en alemán: Bistum Erfurt) es una circunscripción eclesiástica de la Iglesia católica en Alemania. Se trata de una diócesis latina, sufragánea de la arquidiócesis de Paderborn. Desde el 19 de septiembre de 2014 su obispo es Ulrich Neymeyr.

## Territorio y organización

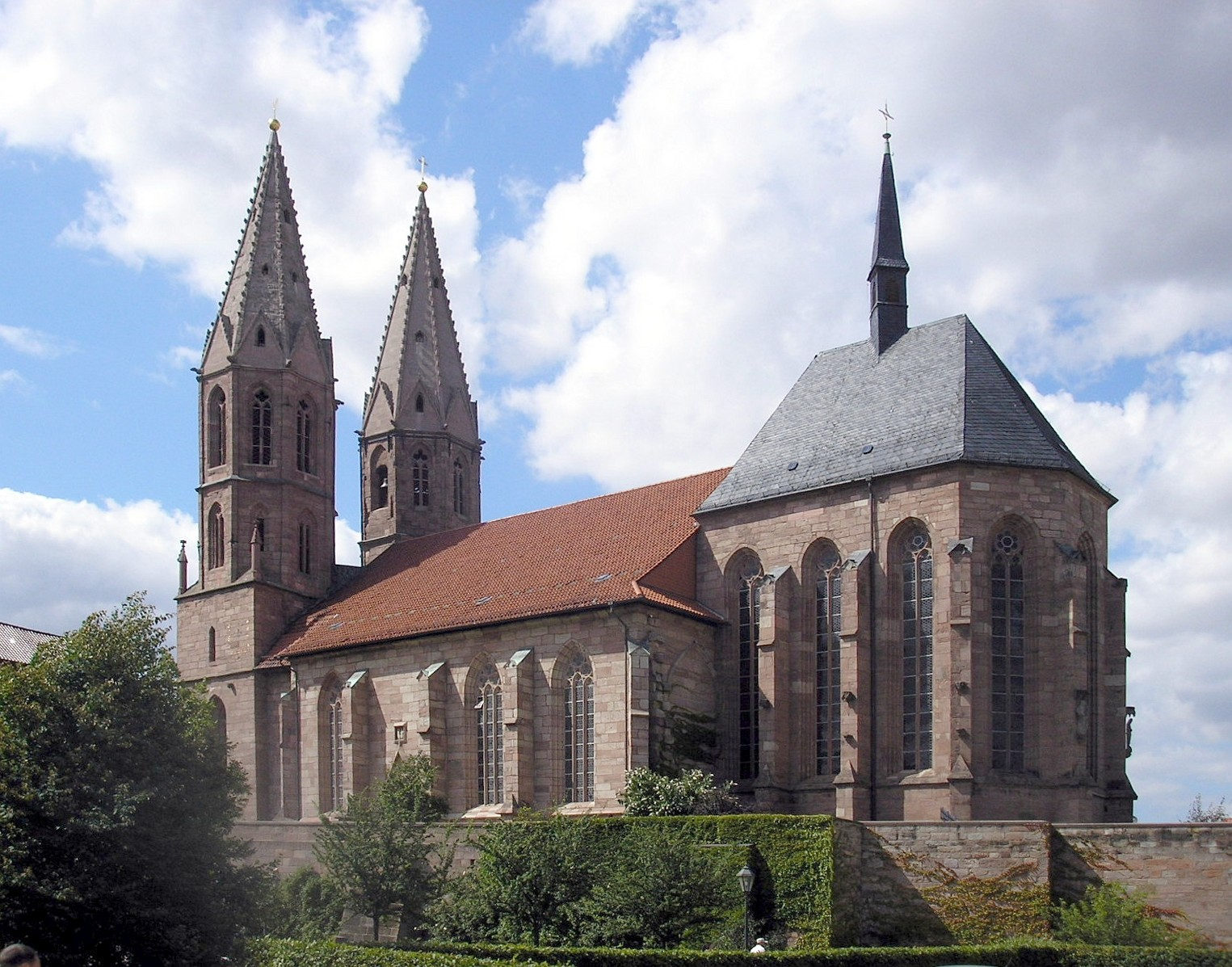
Iglesia de Santa María, en Heiligenstadt

La diócesis tiene 13 100 km² y extiende su jurisdicción sobre los fieles católicos de rito latino residentes en la mayor parte del estado de Turingia, excepto algunas partes de los distritos de Schmalkalden-Meiningen y de Wartburg; de la Comarca de Altemburgo, de la ciudad extradistrital de Gera y de partes de los distritos de Greiz, de Saale-Holzland, de Saale-Orla, de Comarca de Weimar y de Saalfeld-Rudolstadt.
La sede de la diócesis se encuentra en la ciudad de Érfurt, en donde se halla la Catedral de Santa María.
En 2023 en la diócesis existían 45 parroquias agrupadas en 7 decanatos: Dingelstädt, Érfurt, Heiligenstadt, Leinefelde-Worbis, Meiningen, Nordhausen y Weimar.

## Historia
Érfurt fue la sede de una diócesis a principios de la Edad Media, erigida en 741 por Bonifacio y confirmada por el papa Zacarías el 1 de abril de 743. El nombre del primer y único obispo de esta diócesis es incierto: la tradición medieval ha transmitido el nombre de san Adelario, que sufrió el martirio y fue enterrado en la catedral de Érfurt junto con Eobano de Utrecht. Otros autores creen que el primer obispo fue Willibaldo, quien luego fue trasladado a la sede de Eichstätt. Otros, en cambio, asignan a la primera diócesis de Érfurt al obispo Dadano, presente en el concilio alemán del 21 de abril 742. En 755 la diócesis fue suprimida y el territorio fue agregado al de la arquidiócesis de Maguncia (hoy diócesis de Maguncia).
Érfurt estaba a una distancia considerable de Maguncia, más de 200 kilómetros. Por ello obtuvo una autonomía que se asemejaba mucho a una diócesis de facto, sobre todo cuando se establecieron obispos auxiliares para Turingia, con facultad de celebrar pontificalia en todo el territorio y con sede en Érfurt. De 1196 a 1807 se conocen los nombres de 12 obispos misioneros que ejercieron las funciones de obispos auxiliares y de 38 obispos auxiliares propiamente dichos.
A principios del siglo XIX cesaron los derechos de los arzobispos de Maguncia sobre Turingia, cuyo territorio, junto con Érfurt, pasó a formar parte del territorio de la diócesis de Paderborn mediante la bula De salute animarum del papa Pío VII del 16 de julio de 1821. Con la bula Pastoralis officii nostri del papa Pío XI del 13 de agosto de 1930, Érfurt pasó a formar parte de la diócesis de Fulda.
Después de la Segunda Guerra Mundial, partes de las diócesis de Fulda y Wurzburgo se encontraron en la zona de ocupación soviética y luego en la República Democrática Alemana y fue cada vez más difícil para los obispos gobernar esos sectores de sus diócesis. Los obispos de Fulda erigieron entonces un vicariato general en Érfurt (Bischöflich-fuldaische Generalvikariat), mientras que los de Wurzburgo establecieron un comisariado episcopal (Bischöfliches Kommissariat) en Meiningen.
En 1973 la Santa Sede unió los dos territorios en la Bischöflichen Amt Érfurt-Meiningen (administración apostólica de Érfurt-Meiningen), confiando su gestión pastoral a un administrador apostólico con carácter episcopal, suspendiendo efectivamente la jurisdicción de los obispos de Fulda y Wurzburgo. Los administradores apostólicos fueron Hugo Aufderbeck, obispo titular de Arca de Fenicia (1973-1981), y Joachim Wanke, obispo titular de Castello de Mauritania (1981-1994).
Con la caída del Muro de Berlín y la Reunificación de Alemania, la Santa Sede reorganizó los territorios diocesanos alemanes. Tras el acuerdo diplomático con Turingia del 14 de junio de 1994, se erigió la diócesis de Érfurt, establecida canónicamente con la bula Quo aptius del papa Juan Pablo II del 27 de junio siguiente; la nueva diócesis pasó a formar parte de la provincia eclesiástica de la arquidiócesis de Paderborn.
La diócesis incluía Bischöflichen Amt Érfurt-Meiningen con la excepción de algunos ayuntamientos cedidos a las diócesis de Fulda y de Dresde-Meißen y a la recién establecida diócesis de Magdeburgo; al mismo tiempo se amplió el territorio con municipios tomados de Bischöfliches Amt Magdeburgo (diócesis de Magdeburgo) y de las diócesis de Hildesheim, Fulda y Dresden-Meißen.
Según el acuerdo diplomático con Turingia, el derecho a elegir obispos corresponde al cabildo de la catedral a partir de una lista de tres nombres propuestos por la Santa Sede, de conformidad con el artículo 6 del Concordato de 1929 con Prusia.
El 21 de septiembre de 1994, con el breve Fideles ecclesialis del papa Juan Pablo II, fueron declarados patronos de la diócesis de Érfurt, santa Isabel de Turingia, patrona principal, y los Santos Bonifacio y Chiliano, patronos secundarios.
La diócesis fue visitada por el papa Benedicto XVI el 24 de septiembre de 2011.

## Estadísticas
Según el Anuario Pontificio 2024 la diócesis tenía a fines de 2023 un total de 148 700 fieles bautizados.
| Año                                                                             | Población            | Población | Población      | Sacerdotes | Sacerdotes    | Sacerdotes    | Bautizados por sacerdote | Diáconos permanentes | Religiosos | Religiosos | Parroquias |
| Año                                                                             | Bautizados católicos | Total     | % de católicos | Total      | Clero secular | Clero regular | Bautizados por sacerdote | Diáconos permanentes | Varones    | Mujeres    | Parroquias |
| ------------------------------------------------------------------------------- | -------------------- | --------- | -------------- | ---------- | ------------- | ------------- | ------------------------ | -------------------- | ---------- | ---------- | ---------- |
| 1980                                                                            | 358 000              | 2 383 000 | 15.0           | 315        | 284           | 31            | 1136                     | 5                    | 41         | 560        | 188        |
| 1990                                                                            | 233 237              | 2 440 000 | 9.6            | 258        | 228           | 30            | 904                      | 12                   | 37         | 367        | 166        |
| 1999                                                                            | 187 251              | 2 047 474 | 9.1            | 220        | 189           | 31            | 851                      | 18                   | 35         | 312        | 178        |
| 2000                                                                            | 183 710              | 2 019 191 | 9.1            | 219        | 187           | 32            | 838                      | 18                   | 37         | 309        | 178        |
| 2001                                                                            | 178 387              | 2 000     | 8.9            | 219        | 190           | 29            | 814                      | 18                   | 35         | 306        | 178        |
| 2002                                                                            | 174 845              | 2 000     | 8.7            | 219        | 192           | 27            | 798                      | 18                   | 33         | 297        | 178        |
| 2003                                                                            | 171 723              | 2 300 000 | 7.5            | 219        | 194           | 25            | 784                      | 18                   | 30         | 293        | 178        |
| 2004                                                                            | 168 589              | 2 300 000 | 7.3            | 218        | 194           | 24            | 773                      | 18                   | 29         | 288        | 178        |
| 2006                                                                            | 163 938              | 2 300 000 | 7.1            | 203        | 184           | 19            | 807                      | 18                   | 24         | 250        | 178        |
| 2013                                                                            | 152 282              | 2 188 589 | 7.0            | 190        | 174           | 16            | 801                      | 19                   | 21         | 219        | 135        |
| 2016                                                                            | 150 576              | 2 154 816 | 7.0            | 176        | 159           | 17            | 855                      | 19                   | 22         | 208        | 63         |
| 2019                                                                            | 146 708              | 2 143 100 | 6.8            | 172        | 154           | 18            | 852                      | 20                   | 23         | 196        | 63         |
| 2021                                                                            | 147 320              | 2 152 230 | 6.8            | 170        | 152           | 18            | 866                      | 22                   | 23         | 181        | 45         |
| 2023                                                                            | 148 700              | 2 173 700 | 6.8            | 173        | 154           | 19            | 859                      | 24                   | 22         | 117        | 45         |
| Fuente: Catholic-Hierarchy, que a su vez toma los datos del Anuario Pontificio. |                      |           |                |            |               |               |                          |                      |            |            |            |

## Episcopologio

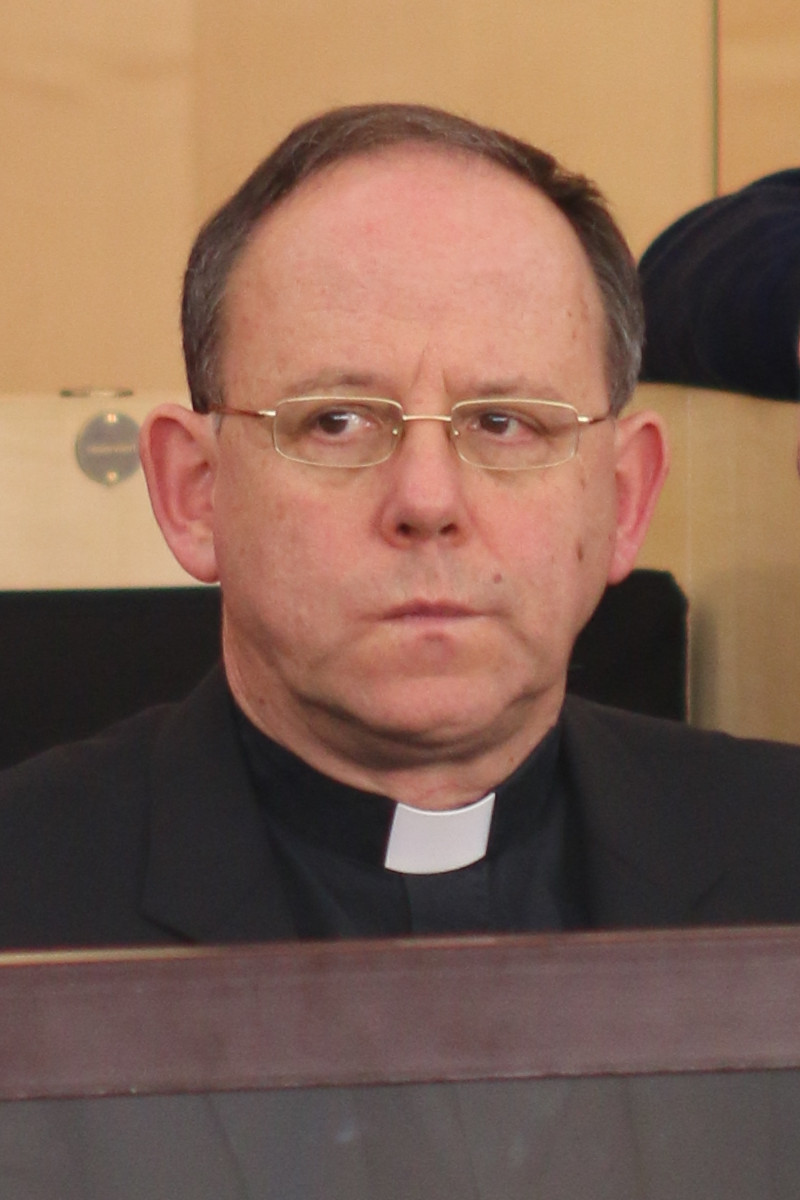
Ulrich Neymeyr, obispo de Érfurt desde 2014

- Hugo Aufderbeck † (23 de julio de 1973-17 de enero de 1981 falleció)
- Joachim Wanke (17 de enero de 1981 por sucesión-1 de octubre de 2012 renunció)
- Ulrich Neymeyr, desde el 19 de septiembre de 2014